# Олівер Рід
Олівер Рід (англ. Oliver Reed; 13 лютого 1938 — 2 травня 1999) — британський актор.

## Біографія
Олівер Рід народився 13 лютого 1938 року у Вімблдоні, передмісті Лондона, Англія. Син спортивного журналіста Пітера Ріда і Марші Ендрюс. Його дядько — кінорежисер сер Керол Рід, а дід — актор та режисер сер Герберт Бірбом Трі. Олівер навчався в школі для хлопчиків Ewell Castle в графстві Суррей. Служив в британській армії у медичному корпусі. Почав акторську кар'єру в 1950-х. У Олівера не було ні акторської освіти, ні театрального досвіду, тому спочатку він погоджувався на будь-які ролі. Знявся в комедії «Містер Піткін у тилу ворога» (1958), та «Містер Піткін: Порода бульдог» (1960). Свої перші помітні ролі Олівер виконав в таких фільмах, як «Прокляття перевертня» (1961) і «Капітан Клегг» (1962).
Помер від серцевого нападу 2 травня 1999 року у місті Валлетта на Мальті.

## Фільмографія
- 1958 — Містер Піткін у тилу ворога / The Square Peg
- 1960 — Два обличчя доктора Джекіла / The Two Faces of Dr. Jekyll
- 1960 — Дівчина ритму / Beat Girl
- 1962 — Пірати кривавої ріки / The Pirates of Blood River
- 1968 — Олівер! / Oliver!
- 1973 — Три мушкетери / The Three Musketeers
- 1974 — Чотири мушкетери / The Four Musketeers
- 1978 — Завтра не настане ніколи / Tomorrow Never Comes
- 1985 — Чорна стріла / Black Arrow
- 1988 — Пригоди барона Мюнхгаузена / The adventures of baron Munchausen
- 1989 — Повернення мушкетерів / The Return of the Musketeers
- 1990 — Острів скарбів / Treasure Island
- 1990 — Месник / The Revenger
- 1991 — Колодязь і маятник / The Pit and the Pendulum
- 2000 — Гладіатор / Gladiator